# اسوسیتد بریتیش فودز
اسوسیتد بریتیش فودز (به انگلیسی: Associated British Foods) شرکت خرده‌فروشی موادغذایی بریتانیایی و چندملیتی است، که در زمینه تولید و فرآوری موادغذایی، مکمل‌ها و افزودنی‌های غذایی فعالیت می‌کند.
شرکت اسوسیتد بریتیش فودز در سال ۱۹۳۵ توسط ویلارد گارفیلد وستون تأسیس شد و در حال حاضر به‌عنوان دومین تولیدکننده شکر در جهان شناخته می‌شود. این شرکت همچنین در زمینه تولید اغلب مکمل‌های غذایی، مانند نامیزهها، آنزیمها و لاکتوزها رتبه اول جهانی را، به خود اختصاص داده‌است.
بخش تولید موادغذایی شرکت بریتیش فودز، مالک چندین برند بین‌المللی، در حوزه محصولات غذایی است، که مشهورترین آن‌ها عبارتند از: مازولا، اووالتینه، جوردنز، توانینگز و ریوایتا.
بخش فروش این شرکت نیز، از چندین شرکت تابعه و زیرمجموعه تشکیل شده‌است، که به‌عنوان نمونه می‌توان به شرکت پرایمارک اشاره نمود، که مالک ۲۰۰ فروشگاه در کشورهای اتریش، بلژیک، آلمان، ایرلند، هلند، پرتغال، اسپانیا و بریتانیا می‌باشد.
دفتر مرکزی این شرکت در شهر لندن، بریتانیا قرار دارد و بخشی از سهام آن در بازار بورس لندن معامله می‌شود.